# Défilé de Dingy
Le défilé de Dingy est une gorge de France, en Haute-Savoie, formée par la cluse du Fier entre la montagne de Lachat au nord et le mont Baret au sud, deux montagnes du massif des Bornes, à l'est d'Annecy. Le défilé tient son nom de Dingy-Saint-Clair, le village situé juste en amont.

## Aménagements
Il constitue l'une des deux seules voies d'accès au cœur du massif des Bornes, de la vallée du Fier et à Thônes depuis Annecy avec le col de Bluffy au-dessus du lac d'Annecy. Par conséquent, il est emprunté et aménagé très tôt comme l'atteste la voie romaine en rive droite, taillée dans la falaise au-dessus de la rivière. À la fin du XIXe siècle, le tramway d'Annecy à Thônes passe par les gorges, en rive gauche, longeant le pied du versant septentrional du mont Veyrier en reprenant le tracé d'un chemin qui est reprofilé pour l'occasion. Une fois la voie désaffectée au début du XXe siècle, la plateforme ferroviaire est reconvertie en route qui sera élargie à plusieurs reprises. Le pont Saint-Clair enjambe le Fier au plus étroit des gorges, au niveau des falaises de la cluse. Devenu trop petit face à l'augmentation du trafic routier, il est fermé à la circulation motorisée lorsqu'il est doublé par un pont moderne construit quelques dizaines de mètres en amont.

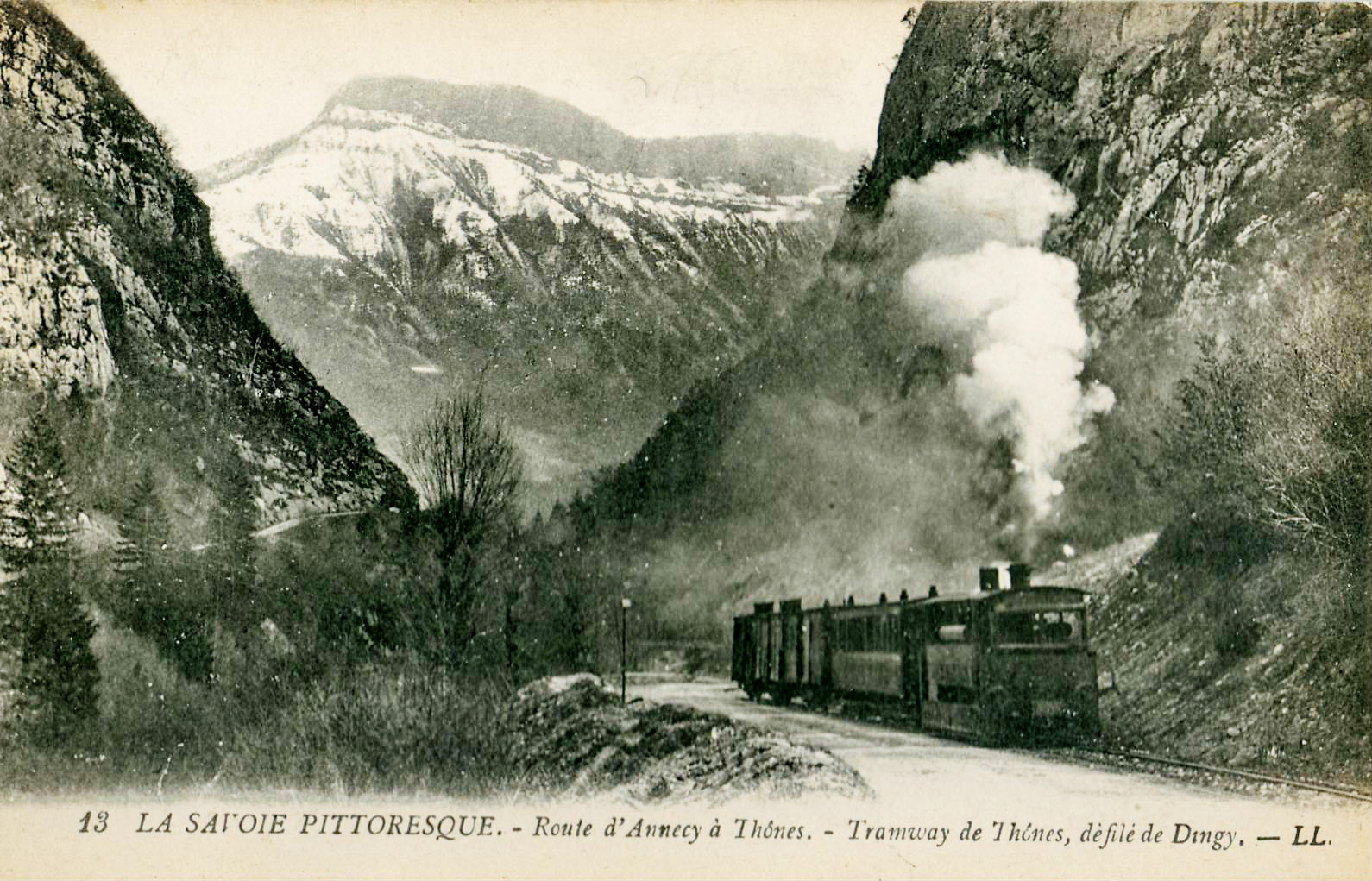
Un train du tramway d'Annecy à Thônes dans le défilé de Dingy au début du XXe siècle.